# Labanotation

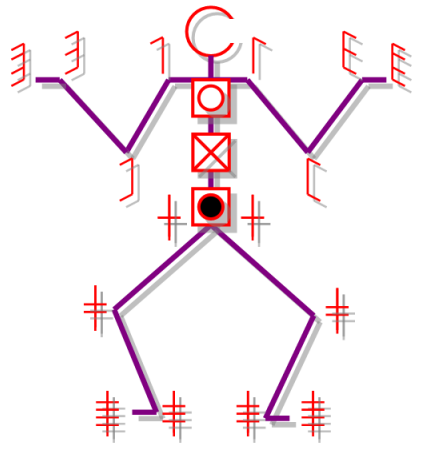
Grundzeichen der Labanotation

Die Labanotation (die grammatikalisch korrekte Form Labannotation oder Laban-Notation ist unüblich) ist ein System zur Analyse und Aufzeichnung menschlicher Bewegung. Der Erfinder war Rudolf von Laban (1879–1958), eine Zentralfigur des europäischen Modernen Tanzes. Er publizierte diese Schrift zuerst 1928 als Kinetographie. Die Schrift wurde weiterentwickelt von Ann Hutchinson Guest (November 1918–9. April 2022) zur Labanotation und von Albrecht Knust zur Kinetographie Laban. Die beiden Systeme weichen etwas voneinander ab.
Mit Labanotation kann jede Form menschlicher Bewegung aufgezeichnet werden: Basis ist die natürliche menschliche Bewegung, jede Veränderung muss notiert werden.

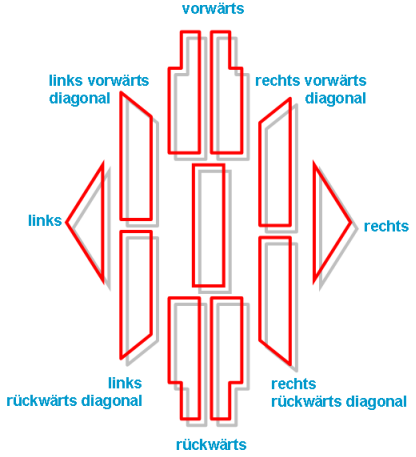
Bewegungszeichen der Labanotation

## Unterricht
In Deutschland wird die Kinetographie Laban traditionell an zwei Hochschulen unterrichtet:
- Als eigene Studienrichtung im MA-Tanzkomposition im FB 3 / Tanz an der Folkwang Universität Essen.
- In der Fachrichtung Tanzwissenschaft im BA-Tanz und MA-Tanzwissenschaft am Zentrum für Zeitgenössischen Tanz der Hochschule für Musik und Tanz Köln.